# U.S. Pro Tennis Championships
El U.S. Pro Tennis Championships fou el primer torneig de tennis professional de la història. Es va crear l'any 1927 i es disputà fins a l'any 1999. És considerat com un dels Grand Slams professionals juntament amb el Championnat International de France Professionnel de França i el Wembley Championship del Regne Unit. Tot i que amb la instauració de l'Era Open va perdre el sentit de la seva existència, es va continuar celebrant fins a l'any 1999, a vegades formant part del circuit ATP i a vegades com a torneig d'exhibició.
La primera edició es va celebrar al Notlek Courts de Brooklyn sobre gespa durant els dies 23-25 de setembre de 1927. La darrera edició es va celebrar al Longwood Cricket Club de Chestnut Hill sobre DecoTurf. El torneig es va celebrar en diverses localitzacions entre les quals hi ha Nova York, Chicago, White Sulphur Springs, Los Angeles, Fort Knox, Cleveland i Chestnut Hill. Conseqüentment també s'ha disputat sobre diferents superfícies com gespa, terra batuda, har-tru, ciment o DecoTurf.

## Palmarès

### Individual masculí

#### Era professional
| Any   | Campió               | Finalista        | Resultat                         | Localització                                | Superfície            |
| ----- | -------------------- | ---------------- | -------------------------------- | ------------------------------------------- | --------------------- |
| 1927  | Vincent Richards     | Howard Kinsey    | 11−9, 6−4, 6−3                   | Notlek courts, Brooklyn                     | Gespa                 |
| 1928  | Vincent Richards     | Karel Kozeluh    | 8−6, 6−3, 0−6, 6−2               | West Side Tennis Club, Forest Hills, Queens | Gespa                 |
| 1929  | Karel Kozeluh        | Vincent Richards | 6−4, 6−4, 4−6, 4−6, 7−5          | West Side Tennis Club                       | Gespa                 |
| 1930  | Vincent Richards     | Karel Kozeluh    | 2−6, 10−8, 6−3, 6−4              | West Side Tennis Club                       | Gespa                 |
| 1931  | Bill Tilden          | Vincent Richards | 7−5, 6−2, 6−1                    | West Side Tennis Club                       | Gespa                 |
| 1932  | Karel Kozeluh        | Hans Nusslein    | 6−2, 6−3, 7−5                    | South Shore Country Club, Chicago           | Terra batuda          |
| 1933  | Vincent Richards (4) | Francis Hunter   | 6−3, 6−0, 6−2                    | Rye, Nova York                              | Gespa                 |
| 1934  | Hans Nusslein        | Karel Kozeluh    | 6−4, 6−2, 1−6, 7−5               | South Shore Country Club                    | Clay                  |
| 1935  | Bill Tilden (2)      | Karel Kozeluh    | 0−6, 6−1, 6−4, 0−6, 6−4          | Terrace Club, Brooklyn                      | Clay                  |
| 1936  | Joe Whalen           | Charles Wood     | 4−6, 4−6, 6−3, 6−2, 6−3          | Tudor City Tennis Club, Nova York           |                       |
| 19371 | Karel Kozeluh (3)    | Bruce Barnes     | 6−2, 6−3, 4−6, 4−6, 6−1          | White Sulfur Springs, Virgínia de l'Oest    | Har-Tru?              |
| 1938  | Fred Perry           | Bruce Barnes     | 6−3, 6−2, 6−4                    | Chicago Arena, Chicago                      | (indoor)              |
| 1939  | Ellsworth Vines      | Fred Perry       | 8−6, 6−8, 6−1, 20−18             | Beverly Hills Tennis Club, Los Angeles      | Dura (ciment)         |
| 1940  | Don Budge            | Fred Perry       | 6−3, 5−7, 6−4, 6−3               | Chicago Town and Tennis Club, Chicago       | Terra batuda          |
| 1941  | Fred Perry (2)       | Dick Skeen       | 6−4, 6−8, 6−2, 6−3               | Chicago Town and Tennis Club                | Terra batuda          |
| 1942  | Don Budge (2)        | Bobby Riggs      | 6−2, 6−2, 6−2                    | West Side Tennis Club                       | Gespa                 |
| 1943  | Bruce Barnes         | John Nogrady     | 6−1, 7−9, 7−5, 4−6, 6−3          | Fort Knox                                   | Terra batuda          |
| 1944  | No celebrat          | No celebrat      | No celebrat                      | No celebrat                                 | No celebrat           |
| 1945  | Welby Van Horn       | John Nogrady     | 6−4, 6−2, 6−2                    | Rips Tennis Courts, Manhattan               | Terra batuda          |
| 1946  | Bobby Riggs          | Don Budge        | 6−3, 6−1, 6−1                    | West Side Tennis Club                       | Gespa                 |
| 1947  | Bobby Riggs          | Don Budge        | 3−6, 6−3, 10−8, 4−6, 6−3         | West Side Tennis Club                       | Gespa                 |
| 1948  | Jack Kramer          | Bobby Riggs      | 14−12, 6−2, 3−6, 6−3             | West Side Tennis Club                       | Gespa                 |
| 1949  | Bobby Riggs (3)      | Don Budge        | 9−7, 3−6, 6−3, 7−5               | West Side Tennis Club                       | Gespa                 |
| 1950  | Pancho Segura        | Frank Kovacs     | 6−1, 1−6, 8−6, 4−4, retirada     | Skating Club, Cleveland                     | Terra batuda (indoor) |
| 19512 | Pancho Segura        | Pancho Gonzalez  | Format RR                        | West Side Tennis Club                       | Gespa                 |
| 1952  | Pancho Segura (3)    | Pancho Gonzalez  | 3−6, 6−4, 3−6, 6−4, 6−0          | Lakewood, Cleveland                         | (indoor)              |
| 1953  | Pancho Gonzalez      | Don Budge        | 4−6, 6−4, 7−5, 6−2               | Lakewood, Cleveland                         | (indoor)              |
| 1954  | Pancho Gonzalez      | Frank Sedgman    | 6−3, 9−7, 3−6, 6−2               | Cleveland Arena, Cleveland                  | (indoor)              |
| 19553 | Pancho Gonzalez      | Pancho Segura    | 21−16, 19−21, 21−8, 20−22, 21−19 | Cleveland Arena                             | (indoor)              |
| 19563 | Pancho Gonzalez      | Pancho Segura    | 21−15, 13−21, 21−14, 22−20       | Cleveland Arena                             | (indoor)              |
| 1957  | Pancho Gonzalez      | Pancho Segura    | 6−3, 3−6, 7−5, 6−1               | Cleveland Arena                             | (indoor)              |
| 1958  | Pancho Gonzalez      | Lew Hoad         | 3−6, 4−6, 14−12, 6−1, 6−4        | Cleveland Arena                             | (indoor)              |
| 1959  | Pancho Gonzalez      | Lew Hoad         | 6−4, 6−2, 6−4                    | Cleveland Arena                             | (indoor)              |
| 1960  | Alex Olmedo          | Tony Trabert     | 7−5, 6−4                         | Cleveland Arena                             | (indoor)              |
| 1961  | Pancho Gonzalez (8)  | Frank Sedgman    | 6−3, 7−5                         | Cleveland Arena                             | (indoor)              |
| 1962  | Butch Buchholz       | Pancho Segura    | 6−4, 6−3, 6−4                    | Cleveland Arena                             | (indoor)              |
| 1963  | Ken Rosewall         | Rod Laver        | 6−4, 6−2, 6−2                    | West Side Tennis Club                       | Gespa                 |
| 1964  | Rod Laver            | Pancho Gonzalez  | 4−6, 6−3, 7−5, 6−4               | Longwood Cricket Club                       | Gespa                 |
| 1965  | Ken Rosewall         | Rod Laver        | 6−4, 6−3, 6−3                    | Longwood Cricket Club                       | Gespa                 |
| 1966  | Rod Laver            | Ken Rosewall     | 6−4, 4−6, 6−2, 8−10, 6−3         | Longwood Cricket Club                       | Gespa                 |
| 1967  | Rod Laver            | Andrés Gimeno    | 4−6, 6−4, 6−3, 7−5               | Longwood Cricket Club                       | Gespa                 |

#### Era Open
| Any   | Campió                           | Finalista                        | Resultat                         | Localització                     | Superfície                       |
| ----- | -------------------------------- | -------------------------------- | -------------------------------- | -------------------------------- | -------------------------------- |
| 1968  | Rod Laver                        | John Newcombe                    | 6−4, 6−4, 9−7                    | Longwood Cricket Club            | Gespa                            |
| 1969  | Rod Laver (5)                    | John Newcombe                    | 7−5, 6−2, 4−6, 6−1               | Longwood Cricket Club            | Uni-Turf?                        |
| 1970  | Tony Roche                       | Rod Laver                        | 3−6, 6−4, 1−6, 6−2, 6−2          | Longwood Cricket Club            | Dura                             |
| 1971  | Ken Rosewall (3)                 | Cliff Drysdale                   | 6−4, 6−3, 6−0                    | Longwood Cricket Club            | Dura                             |
| 1972  | Bob Lutz                         | Tom Okker                        | 6−4, 2−6, 6−4, 6−4               | Longwood Cricket Club            | Dura                             |
| 1973  | Jimmy Connors                    | Arthur Ashe                      | 6−3, 4−6, 6−4, 3−6, 6−2          | Longwood Cricket Club            | Dura                             |
| 1974  | Björn Borg                       | Tom Okker                        | 7−6, 6−1, 6−1                    | Longwood Cricket Club            | Har-Tru                          |
| 1975  | Björn Borg                       | Guillermo Vilas                  | 6−3, 6−4, 6−2                    | Longwood Cricket Club            | Har-Tru                          |
| 1976  | Björn Borg (3)                   | Harold Solomon                   | 6−7, 6−4, 6−1, 6−2               | Longwood Cricket Club            | Har-Tru                          |
| 1977  | Manuel Orantes                   | Eddie Dibbs                      | 7−6, 7−5, 6−4                    | Longwood Cricket Club            | Har-Tru                          |
| 1978  | Manuel Orantes (2)               | Harold Solomon                   | 6−4, 6−3                         | Longwood Cricket Club            | Har-Tru                          |
| 1979  | José Higueras                    | Hans Gildemeister                | 6−3, 6−1                         | Longwood Cricket Club            | Har-Tru                          |
| 1980  | Eddie Dibbs                      | José Luis Clerc                  | 6−2, 6−1                         | Longwood Cricket Club            | Har-Tru                          |
| 1981  | José Luis Clerc                  | Hans Gildemeister                | 0−6, 6−2, 6−2                    | Longwood Cricket Club            | Har-Tru                          |
| 1982  | Guillermo Vilas                  | Mel Purcell                      | 6−4, 6−0                         | Longwood Cricket Club            | Har-Tru                          |
| 1983  | José Luis Clerc (2)              | Jimmy Arias                      | 6−3, 3−6, 6−0                    | Longwood Cricket Club            | Har-Tru                          |
| 1984  | Aaron Krickstein                 | José Luis Clerc                  | 7−6, 3−6, 6−4                    | Longwood Cricket Club            | Har-Tru                          |
| 1985  | Mats Wilander                    | Martín Jaite                     | 6−2, 6−4                         | Longwood Cricket Club            | Har-Tru                          |
| 1986  | Andrés Gómez                     | Martín Jaite                     | 7−5, 6−4                         | Longwood Cricket Club            | Har-Tru                          |
| 1987  | Mats Wilander (2)                | Kent Carlsson                    | 7−6, 6−1                         | Longwood Cricket Club            | Har-Tru                          |
| 1988  | Thomas Muster                    | Lawson Duncan                    | 6−2, 6−2                         | Longwood Cricket Club            | Har-Tru                          |
| 1989  | Andrés Gómez                     | Mats Wilander                    | 6−1, 6−4                         | Longwood Cricket Club            | Har-Tru                          |
| 19904 | Martín Jaite                     | Libor Nemecek                    |                                  | Longwood Cricket Club            | Har-Tru                          |
| 19914 | Andrés Gómez (3)                 | Andrei Txerkàssov                |                                  | Longwood Cricket Club            | Har-Tru                          |
| 19924 | Ivan Lendl                       | Richey Reneberg                  | 6−3, 6−3                         | Longwood Cricket Club            | DecoTurf                         |
| 19934 | Ivan Lendl                       | Todd Martin                      | 5−7, 6−3, 7−6                    | Longwood Cricket Club            | DecoTurf                         |
| 19944 | Ivan Lendl (3)                   | MaliVai Washington               | 7−5, 7−6                         | Longwood Cricket Club            | DecoTurf                         |
| 1995  | No completat a causa de la pluja | No completat a causa de la pluja | No completat a causa de la pluja | No completat a causa de la pluja | No completat a causa de la pluja |
| 1996  | No celebrat                      | No celebrat                      | No celebrat                      | No celebrat                      | No celebrat                      |
| 1997  | Sjeng Schalken                   | Marcelo Ríos                     | 7−5, 6−3                         | Longwood Cricket Club            | DecoTurf                         |
| 1998  | Michael Chang                    | Paul Haarhuis                    | 6−3, 6−4                         | Longwood Cricket Club            | DecoTurf                         |
| 1999  | Marat Safin                      | Greg Rusedski                    | 6−4, 7−6(11)                     | Longwood Cricket Club            | DecoTurf                         |

### Dobles masculins
| Any  | Campions                           | Finalistes                         | Resultat           | Localització          | Superfície  |
| ---- | ---------------------------------- | ---------------------------------- | ------------------ | --------------------- | ----------- |
| 1969 | Pancho Gonzales Rod Laver          | John Newcombe Tony Roche           | 6−4, 5−7, 6−4      | Longwood Cricket Club | Uni-Turf?   |
| 1970 | Roy Emerson Rod Laver              | Ismail El Shafei Torben Ulrich     | 6−1, 7−6           | Longwood Cricket Club | Dura        |
| 1971 | Roy Emerson Rod Laver (2)          | Tom Okker Marty Riessen            | 6−4, 6−4           | Longwood Cricket Club | Dura        |
| 1972 | John Newcombe Tony Roche           | Arthur Ashe Bob Lutz               | 6−3, 1−6, 7−6      | Longwood Cricket Club | Dura        |
| 1973 | Stan Smith Erik van Dillen         | Ismail El Shafei Marty Riessen     | 4−6, 6−4, 7−5      | Longwood Cricket Club | Dura        |
| 1974 | Bob Lutz Stan Smith                | Hans-Jürgen Pohmann Marty Riessen  | 3−6, 6−4, 6−3      | Longwood Cricket Club | Har-Tru     |
| 1975 | Brian Gottfried Raúl Ramírez       | John Andrews Mike Estep            | 4−6, 6−3, 7−6      | Longwood Cricket Club | Har-Tru     |
| 1976 | Ray Ruffels Allan Stone            | Mike Cahill John Whitlinger        | 3−6, 6−3, 7−6      | Longwood Cricket Club | Har-Tru     |
| 1977 | Bob Lutz Stan Smith (2)            | Brian Gottfried Bob Hewitt         | 6−3, 6−4           | Longwood Cricket Club | Har-Tru     |
| 1978 | Víctor Pecci Balázs Taróczy        | Heinz Günthardt Van Winitsky       | 6−3, 3−6, 6−1      | Longwood Cricket Club | Har-Tru     |
| 1979 | Syd Ball Kim Warwick               | Heinz Günthardt Pavel Složil       | Final no disputada | Longwood Cricket Club | Har-Tru     |
| 1980 | Gene Mayer Sandy Mayer             | Hans Gildemeister Andrés Gómez     | 1−6, 6−4, 6−4      | Longwood Cricket Club | Har-Tru     |
| 1981 | Raúl Ramírez Pavel Složil          | Hans Gildemeister Andrés Gómez     | 6−4, 7−6           | Longwood Cricket Club | Har-Tru     |
| 1982 | Craig Wittus Steve Meister         | Freddie Sauer Schalk van der Merwe | 6−2, 6−3           | Longwood Cricket Club | Har-Tru     |
| 1983 | Mark Dickson Cássio Motta          | Hans Gildemeister Belus Prajoux    | 7−5, 6−3           | Longwood Cricket Club | Har-Tru     |
| 1984 | Ken Flach Robert Seguso            | Gary Donnelly Ernie Fernandez      | 6−4, 6−4           | Longwood Cricket Club | Har-Tru     |
| 1985 | Libor Pimek Slobodan Živojinović   | Peter McNamara Paul McNamee        | 2−6, 6−4, 7−6      | Longwood Cricket Club | Har-Tru     |
| 1986 | Hans Gildemeister Andrés Gómez     | Dan Cassidy Mel Purcell            | 4−6, 7−5, 6−0      | Longwood Cricket Club | Har-Tru     |
| 1987 | Hans Gildemeister Andrés Gómez (2) | Mats Wilander Joakim Nyström       | 7−6, 3−6, 6−1      | Longwood Cricket Club | Har-Tru     |
| 1988 | Jorge Lozano Todd Witsken          | Bruno Orešar Jaime Yzaga           | 6−2, 7−5           | Longwood Cricket Club | Har-Tru     |
| 1989 | Andrés Gómez Alberto Mancini       | Todd Nelson Phil Williamson        | 7−6, 6−2           | Longwood Cricket Club | Har-Tru     |
| 1990 | No celebrat                        | No celebrat                        | No celebrat        | No celebrat           | No celebrat |
| 1991 | No celebrat                        | No celebrat                        | No celebrat        | No celebrat           | No celebrat |
| 1992 | No celebrat                        | No celebrat                        | No celebrat        | No celebrat           | No celebrat |
| 1993 | No celebrat                        | No celebrat                        | No celebrat        | No celebrat           | No celebrat |
| 1994 | No celebrat                        | No celebrat                        | No celebrat        | No celebrat           | No celebrat |
| 1995 | No celebrat                        | No celebrat                        | No celebrat        | No celebrat           | No celebrat |
| 1996 | No celebrat                        | No celebrat                        | No celebrat        | No celebrat           | No celebrat |
| 1997 | Jacco Eltingh Paul Haarhuis        | Dave Randall Jack Waite            | 6−3, 7−6(3)        | Longwood Cricket Club | DecoTurf    |
| 1998 | Jacco Eltingh Paul Haarhuis (2)    | Chris Haggard Jack Waite           | 6−3, 6−2           | Longwood Cricket Club | DecoTurf    |
| 1999 | Guillermo Cañas Martín García      | Marius Barnard T.J. Middleton      | 5−7, 7−6(2), 6−3   | Longwood Cricket Club | DecoTurf    |